# N. Paul Kenworthy
N. Paul Kenworthy (* 14. Februar 1925 in Philadelphia, Pennsylvania; † 15. Oktober 2010 in Ventura, Kalifornien) war US-amerikanischer Kameramann und Erfinder.
Kenworthy diente während des Zweiten Weltkriegs in der Armee und studierte dann Wirtschaft an der Cornell University. Seinen Masterabschluss machte er an der University of California, Los Angeles im Fach Kameraarbeit. Sein Abschlussfilme, eine Dokumentation, erregte die Aufmerksamkeit der The Walt Disney Company und er wurde als Kameramann für Disney engagiert. Als solcher war er bspw. an den Dreharbeiten zu Die Wüste lebt (1953) und Wunder der Prärie (1954) beteiligt. Kenworthy war auch als Regisseur tätig und drehte Perris Abenteuer (1957) als Ko-Regisseur. Bei den Internationalen Filmfestspielen Berlin 1958 wurden er und Ralph Wright hierfür mit dem Goldenen Bären für einen Dokumentarfilm ausgezeichnet. Nach 1958 unterbrach er seine Laufbahn und arbeitete für ein Unternehmen seiner Familie. Ab 1963 war er wieder im Filmgeschäft tätig und wandte sich der Werbeindustrie zu. Außerdem beschäftigte er sich mit Kamerasystemen. Auf diesem Gebiet konnte er im Verlaufe einiger Jahrzehnte mehrere Erfindungen und Weiterentwicklungen aufweisen.
Bei der Oscarverleihung 1978 wurde er gemeinsam mit William R. Latady für die Erfindung und Entwicklung des Snorkel Camera System mit dem Oscar in der Kategorie Wissenschaft und Entwicklung ausgezeichnet. Bei der Oscarverleihung 2001 erhielt er für seine Erfindung die John A. Bonner-Medaille. Mitte der 1990er Jahre war von der American Society of Cinematographers für seine Leistungen geehrt worden.
1998 wurde Kenworthy zu einer der Disney Legends ernannt.
Kenworthy starb im Alter von 85 Jahren infolge einer Krebserkrankung und wurde von drei Kindern überlebt.